# Mark Minasi
Mark Minasi (1957) is een Amerikaans auteur van meerdere naslagwerken over Microsoft servers, uitbatingssystemen en netwerkoplossingen.  Hij is een bekend columnist en spreker op vele conferenties van de computerindustrie.  Minasi is een senior redacteur voor het magazine Windows IT Pro, een MCSE, en de auteur van meer dan 25 boeken, waaronder Mastering Windows Server 2008 R2.

## Biografie
Mark Minasi schreef zijn eerste computerprogramma in 1973, en is een fervent gebruiker van personal computers.  Minasi heeft gewerkt als een IT-journalist, de afgelopen twintig jaar is hij columnist voor bladen als BYTE, Windows NT Magazine, Nikkei NT, en Compute geweest, en levert bijdragen aan Computerworld, Teleconnect, Programmeur's Journal en Computer Taal. Hij is de auteur van technische boeken met meer dan anderhalf miljoen verkochte exemplaren wereldwijd, vertaald in 12 talen. Hij spreekt regelmatig over de computer-industrie op IT-conferenties (waaronder Microsoft TechEd en DevConnections Windows Connections).

## Beperkte bibliografie
- The Software Conspiracy, McGraw-Hill, 1999, ISBN 978-0071348065 (nu ook beschikbaar als free download)
- Mastering Local Area Networks, 1999, ISBN 978-0782122589
- The Complete PC Upgrade and Maintenance Guide, Sybex, 2003, ISBN 978-0782140750
- Mastering Windows Server 2008 Networking Foundations, Sybex, 2008, ISBN 978-0470249840
- Mastering Microsoft Windows Server 2008 R2, Sybex, 2010, ISBN 978-0470532867

- Bibsys: 90617605
- Bibliothèque nationale de France: cb13482430f (data)
- Gemeinsame Normdatei: 1036570096
- International Standard Name Identifier: 0000 0000 7690 3792
- Library of Congress Control Number: n88286577
- Nationale Bibliotheek van Letland: 000027746
- Bibliotheek van het Japanse parlement: 00515044
- Nationale Bibliotheek van Tsjechië: mzk2002148246
- Nationale Bibliotheek van Israël: 987007435799905171
- Nationale en Universitaire bibliotheek Zagreb: 000284213
- Nederlandse Thesaurus van Auteursnamen: 074287966
- Système universitaire de documentation: 035477563
- Virtual International Authority File: 101782178
- WorldCat: E39PBJcrdwdpDGwbh9JkVXqJDq